# Вероніка Картрайт
Вероніка Картрайт (англ. Veronica Cartwright; нар. 20 квітня 1949 Бристоль) — британська акторка, яка знімається переважно в американських фільмах і на телебаченні.
Вона почала свою кар'єру у дитинстві, як і її сестра Анджела Картрайт. Знялася в ряді телевізійних шоу і в таких фільмах, як «Слух» Вільяма Вайлера (1961) і Альфреда Хічкока «Птахи» (1963). У другій половині 60-х і першій половині 70-х років, вона працювала менше, але отримала новий прорив у кінці 70-х через такі фільми, як «Вторгнення викрадачів тіл» (1978 рімейку фільму з такою ж назвою у 1956) і «Чужий» (1979) в якому вона зіграла Ламберт (за деякими даними, вважалося, що саме вона мала зіграти Ріплі, але була замінена Сігурні Вівер). З тих пір вона з'явилася у, серед іншого, «Right Stuff» (1983) і «Іствікські відьми» (1987). Вона також з'явилася в «Вторгнення» (2007), ще одному рімейку «Світу викрадачів тіл».